# Drăgănești-Olt
Drăgănești-Olt ist eine Kleinstadt im Kreis Olt in der Großen Walachei in Rumänien.

## Lage
Drăgănești-Olt liegt im Westen der Walachischen Tiefebene am linken Ufer des Flusses Olt. Die Kreishauptstadt Slatina befindet sich etwa 35 km nordwestlich. Mit dem eingemeindeten Ort Comani liegt die Kleinstadt auf einer Fläche von 186,5 Hektar.

## Geschichte
Archäologische Untersuchungen haben ergeben, dass die Region der Stadt seit dem Neolithikum besiedelt ist. In der zweiten Hälfte des 1. Jahrtausends n. Chr. haben auf dem Gebiet der heutigen Stadt mehrere kleine Siedlungen bestanden, aus denen im Mittelalter drei Dörfer – Drăgănești, Uibărești (später Peretu), Comani – hervorgingen. Uibărești wurde erstmals 1475, Drăgănești 1526 und Comani 1593 erwähnt. 1860 erhielten Drăgănești (mit dem eingemeindeten Ort Peretu) und Comani den Status einer Gemeinde. 1908 wurde in Drăgănești ein Spital erwähnt, 1934 erschien eine Lokalzeitung. Nach dem Zweiten Weltkrieg wurden Plattenbauten errichtet, Trinkwasserleitungen verlegt und der Ort elektrifiziert. Von 1950 bis 1968 war Drăgănești-Olt (der Namenszusatz „Olt“ wurde zur Unterscheidung von anderen Ortschaften namens Drăgănești angefügt) im Rahmen der damaligen Verwaltungsgliederung Rumäniens Sitz eines Rajons. 1968 wurde Drăgănești-Olt zur Stadt erklärt.
Die wichtigsten Erwerbszweige der Stadt sind die Landwirtschaft und die Lebensmittelverarbeitung. Der Fluss Olt ist in Drăgănești-Olt zu einem See mit einem Wasserkraftwerk aufgestaut.

## Bevölkerung
1831 zählte man in Drăgănești 195, in Peretu 125 und in Comani 103 Familien. 1885 wohnten auf dem Territorium der heutigen Stadt 3022, zur Zeit der Stadterhebung 1968 10.560 Einwohner. Bei der Volkszählung 2002 wurden in Drăgănești-Olt 12.195 Einwohner registriert, darunter 11.342 Rumänen und 834 Roma. Etwa 9000 lebten in Drăgănești, 3000 in Comani.

## Verkehr
Drăgănești-Olt besitzt einen Bahnhof an der doppelgleisigen und elektrifizierten Strecke von Bukarest nach Craiova, an dem auch Schnellzüge halten. Mehrmals täglich bestehen Busverbindungen in die Kreishauptstadt Slatina sowie nach Caracal.

## Sehenswürdigkeiten
- Muzeum Câmpiei Boianului
- Stausee Drăgănești